# Maquoketa (Iowa)
Maquoketa – miasto w Stanach Zjednoczonych, w stanie Iowa, w hrabstwach Clinton i Jackson. W 2000 liczyło 6 112 mieszkańców.